# Eugène Bigot (football)
Pour les articles homonymes, voir Eugène Bigot et Bigot.
Eugène Bigot est un footballeur français né le 3 août 1933 à Bully-les-Mines (Pas-de-Calais) et décédé à Liévin le 16 février 2006. Il évolue au poste de milieu de terrain durant sa carrière.

## Biographie
Issu d'une famille modeste mais laborieuse, il intègre en 1950 le centre de formation du RC Lens.
Eugène Bigot joue principalement en faveur du RC Lens.

## Carrière de joueur
- 1956-1961 : RC Lens [2]

## Palmarès
- Vainqueur de la Coupe Charles Drago en 1960 avec le RC Lens